# Remízia de Fátima da Silva

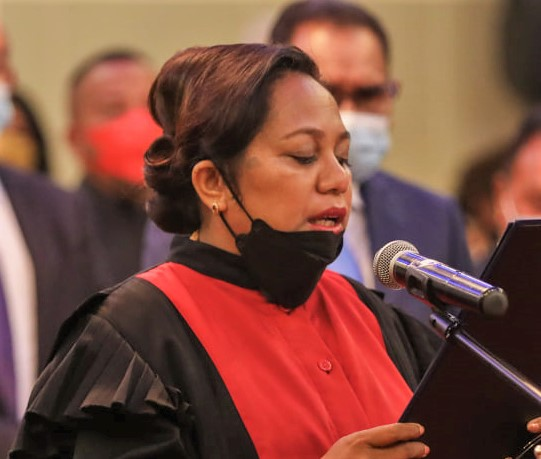
Remízia de Fátima da Silva (2021)

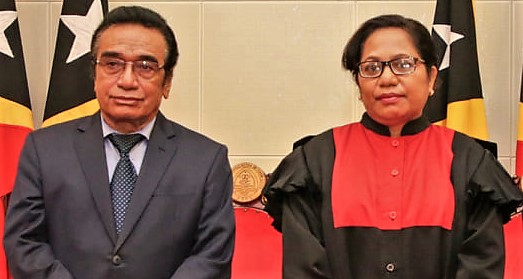
Silva und Präsident Francisco Guterres (2021)

Remízia de Fátima da Silva (* 21. Januar 1973 in Uatucarbaiu, Viqueque, Portugiesisch-Timor) ist eine Juristin aus Osttimor.
2009 wurde Silva zur Bezirksstaatsanwältin ernannt. Zunächst im Bezirksgericht Dili, dann bis 2021 beim Bezirksgericht Baucau. Am 5. November 2021 wurde Silva als stellvertretenden Generalstaatsanwältin vereidigt.